# Kríziskommunikáció
A kríziskommunikáció olyan kommunikációs szaktevékenység, amely válsághelyzetben a szervezet működési zavarainak leküzdését szolgálja, és melynek során hírek és információk továbbítása történik. 
A kríziskommunikáció szakértői szerint a szervezet reputációja sokszor a legfontosabb értéke. Ha tehát ezt a reputációt támadás éri, megvédése kell hogy kapja a legfőbb prioritást.

## A krízishelyzet
A krízis bármely olyan szituáció, mely veszélyezteti vagy fenyegeti a szervezet reputációját vagy integritását. Ilyen szituáció lehet bármilyen jogi vita, lopás, baleset, tűz, árvíz és egyéb ember okozta  károk, melyek a szervezet nevéhez köthetőek. Ugyanakkor krízishelyzetet idézhet elő az is, amikor a média vagy a környezete szemében a szervezet nem az elvárt, a helyes módon reagált a fent említett helyzetekre.
A krízisre jellemző
- hirtelen jelenik meg
- intenzitása fokozatosan nő
- gyors reakciót követel
- megbontja a szervezet rutinját és teljesítőképességét
- bizonytalanságot, sztresszet és aggodalmat okoz szervezeten belül és kívül
- fenyegeti a szervezet reputációját
- kihívja a szervezet humán, fizikai és anyagi erőforrásait
- a média és a környezet figyelmét a szervezetre irányítja, fókuszálja
- megnöveli a kormányzat és egyéb szabályozó szervek érdeklődését a szervezet iránt
- időlegesen megrendíti a szervezetet[3]

## A krízisterv
Egy hatásos kríziskommunikáció kulcsa, hogy a szervezet rendelkezik egy krízistervvel, vagyis fel van készülve a lehetséges krízishelyzetekre.
„A jó kríziskommunikáció egy eleve jól működő rendszeren alapszik” – mondja Marlin Fitzwater, a Fehér Ház egykori sajtótitkára – „Ha krízis van, csak gördülékenyebbé és jobbá kell tenni. Ha rutinszerűen naponta tartanának sajtótájékoztatót, akkor most hatékonyabban dolgoznának és hármat szerveznének naponta. A krízis közben nem lehet egy új rendszert megformálni.”  Ha a konkrét válsághelyzet újszerű is, a krízisek egyes típusaira lehet és kell is válságforgatókönyveket készíteni. Ha kipattan a botrány, felmérhetetlenül sokat segít, ha rendelkezésre áll egy ilyen vészforgatókönyv, benne a szükséges teendőkkel, az üzleti partnerek értesítésének, megnyugtatásának módjával, kommunikációs irányelvekkel, sajtókapcsolatokkal.       Fontos, hogy a kríziskommunikációs feladatokat időről időre aktualizáljuk, és a szereplőket folyamatosan felkészítsük.
A krízistervet két fázisban kell létrehozni:
- Első fázis: Előtervezés. Ismerni kell a szervezetet veszélyeztethető tényezőket, a rizikókat.
- Második fázis: A krízis felbecsülése és enyhítése. Ehhez létre kell hozni a krízist menedzselő csoportot.
  - első szerep: a kárbecslők a szervezet szemei és fülei, nekik tisztán kell látniuk, hogy melyik krízisnek milyen hatásfoka lenne a szervezetre nézve
  - második szerep: a szervezetet vezetők egy csoportjának az a fő feladata, hogy tudomásul vegyék a kárbecslők visszajelzéseit, és meghozzák a fontos döntéseket
  - harmadik szerep: a belső, illetve a külső kommunikációt lebonyolító személyek

## Kommunikáció krízishelyzetben
A hatásos és jól célzó  kríziskommunikáció azt a felfogást fogja létrehozni és felépíteni, hogy a szervezet kezében tarja az ügyeket, tudja és érti, hogy mi történik, és hogy megoldja a krízis szituációt.
Fő szabályok:
- a hatásos kríziskommunikáció kellő időben (sem túl hamar, de főleg nem túl későn) történik, igazat mond (mindig vállalja a felelősséget), konzisztens és koordinált
- annak ellenére, hogy a szervezet a krízis menedzseri és szervezési tényezőit jól lebonyolítja, ha a belső és külső érintettek felé nem kommunikál hatásosan, akkor az egész krízishelyzet megoldása kudarcba fullad
- hatásos üzenetek kidolgozása, tesztelése és gyakorlatba ültetése, valamint a média proaktív bevonása és felhasználása a sikeres kríziskommunikáció kulcsai.[6]